# Longue girelle
Cheilio inermis · Labre cigare, Longue girelle
Genre
Espèce
Statut de conservation UICN

 LC  : Préoccupation mineure
Synonymes
- Cheilio auratus (Lacepède, 1802)
- Cheilio innermis (Forsskål, 1775)
- Cheilio ramosus (Jenyns, 1842)
- Cheilo inermis (Forsskål, 1775)
- Labrus inermis (Forsskål, 1775)

Cheilio inermis, communément nommé Labre cigare ou Longue girelle, est une espèce de poissons marins de la famille des Labridae. C'est la seule espèce de son genre Cheilio.

## Description
Sa taille maximale est de 50 cm mais sa taille moyenne commune est de 35 cm.

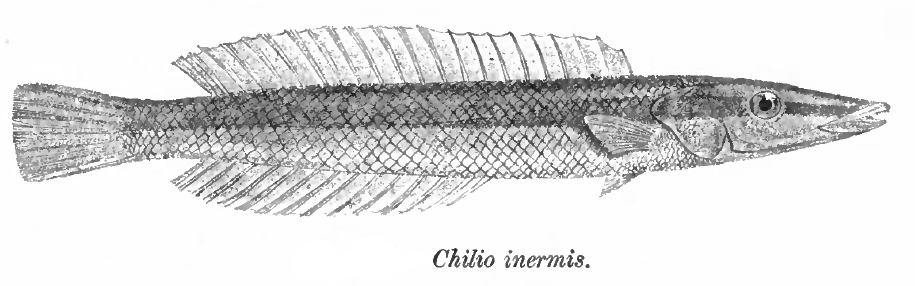
Cheilio inermis

## Habitat et répartition
Le Labre cigare est présent dans les eaux tropicales de la région Indo-Pacifique, mer Rouge incluse.